# Santa Rosa del Sur (kommun)
Santa Rosa del Sur är en kommun i Colombia.   Den ligger i departementet Bolívar, i den norra delen av landet, 300 km norr om huvudstaden Bogotá. Antalet invånare är 34 015.